# 렘데시비르
렘데시비르(Remdesivir, 브랜드명 베클루리(Veklury), 개발명 GS-5734)는 특정 뉴클레오티드 유사체 프로드러그로 만들어진 항바이러스제이다. 원래는 길리어드 사이언스 사가 에볼라 출혈열과 마버그 바이러스 치료를 위한 약품으로 개발했으나 이후 여러 실험에서 단일 가닥 RNA 바이러스인 호흡기 세포융합 바이러스, 후닌바이러스, 라사열바이러스, 헤니파바이러스, 코로나바이러스(MERS 및 SARS 바이러스 포함)의 항바이러스 효과를 발휘하는 것으로 알려졌다. 후속 연구에서는 코로나-19 (COVID-19), 헤니파바이러스 질환을 포함한 다양한 코로나바이러스 계열 바이러스 질환에 치료 효과가 있다는 것이 밝혀졌다.

## 사용 범위
실험실 연구에서는 렘데시비르는 메르스와 사스를 포함한 광범위한 바이러스성 질환 치료에 효과적인 것으로 알려졌다. 원래는 2013-2016년 사이 일어난 서아프리카 에볼라 유행 당시 에볼라 실험용 치료제로 개발되었다.

### 에볼라 출혈열
2013-2016년 서아프리카의 에볼라 유행 당시 임상 시험용 치료제로 빠르게 개발되었으며 당시 개발 초기였으나 시험적으로 인간 환자에게 투여되었다. 예비 임상 결과에서는 유망한 것으로 나타나 2018년 키부 에볼라 유행 당시 추가 임상 시험 당시 투약되었으나 2019년 8월 콩고 민주 공화국 보건부에서는 시험 결과 mAb114나 REGN-EB3 같은 단클론항체 투여보다 효과가 매우 떨어진다는 결과를 내놓았다. 이완 별개로 투약 결과 '위험성'은 없다는 결과가 나와 안전 프로파일이 발급되었다.

### 코로나바이러스감염증-19
2019년 말-2020년 초 들어 코로나-19 (COVID-19)가 중국 전역으로 유행하자, 길리어드 사이언스 사는 항바이러스제 효과 연구를 위해 중국 의료국과 협력하여 일부 환자에게 렘데시비르를 투약했다고 밝혔다. 이와 동시에 길리어드 사이언스 사는 신종 코로나바이러스에 대한 효과에 대해 실험실 테스트를 시작했으며, 동물 임상 시험 결과 SARS 및 MERS 치료에 효과적이었다고 발표했다.
2020년 1월 말, 중국 의학 연구진들은 신종 코로나바이러스에 대한 30여가지의 치료 약물 후보를 찾는 탐색 연구에서 후보군 중 3개, 렘데시비르, 클로로퀸, 로피나비르/리토나비르가 세포 수준에서 상당한 수준의 치료 효과가 있는 것으로 보인다고 발표했다. 이 결과를 바탕으로 임상 시험 시작 요청서를 제출했으며 2020년 2월 6일 중국에서 렘데시비르에 대한 임상 시험이 시작되었다.
2020년 1월 말, 미국에서 최초로 신종 코로나바이러스로 확진된 환자가 폐렴으로 진행되자 동정적 사용 허가를 받고 처음으로 렘데시비르가 투여되었다. 투여 이후 환자 상태가 급격하게 호전되었고 이후 퇴원하였다. 하지만 이와 같은 빠른 회복이 렘데시비르 약물 투여 덕분인지는 아직 더 많은 검증이 필요하다고 밝혔다.
2020년 3월 17일, 체코에서 렘디시비르가 신종 코로나바이러스에 대한 동정적 사용 허가를 받았다. 다음 날인 3월 18일에는 이탈리아 제노바에서 코로나바이러스감염증-19에 감염된 이탈리아인에 대해 렘데시비르를 투여하였다.
2020년 3월 19일, 도널드 트럼프 미국 대통령은 "길리어드가 생산한 유망한 코로나19 치료제가 있는데, 그게 '렘데시비르'입니다. 이 바이러스와 관련해 매우 좋은 결과가 있는 걸로 보입니다."라고 말했다.
미국 시카고대가 코로나19 환자 125명에게 '렘데시비르'를 매일 투약했더니 열과 호흡기 증상이 완화됐고 중증환자도 대부분 엿새 뒤 퇴원했다. 환자들은 '렘데시비르'를 5일이나 10일 투약았는데, 대부분이 열흘도 채 되지 않아 매우 빠른 호전세를 보였다. 투약 하루 만에 산소호흡기를 뗄 정도로 호전된 중증 환자도 있었다.
2020년 10월 2일, 도널드 트럼프 대통령이 워싱턴DC 인근 메릴랜드주 베데스다의 월터리드 국립 군의료센터에 입원했다. 월터리드 군병원에는 유사시 미국 대통령이 입원하는 상황에 대비해 대통령 전용시설을 운영하고 있다. 참모들의 업무 공간, 접견실, 회의실, 병실, 주방 등이 갖춰져 있다. 이 시설은 병원이 소속된 국방부가 아니라 백악관이 직접 관장한다. 트럼프는 렘데시비르, 스테로이드 약물인 덱사메타손, 미국 제약회사인인 리제네론이 개발한 항체치료제 REGN-COV2를 처방받았으며, 3일에 퇴원했다. 단 이틀 동안만 입원해 있었다.
2020년 10월 8일, 길리어드는 코로나19 입원 환자 1062명을 대상으로 임상시험을 진행한 결과 렘데시비르가 회복 기간을 5일 단축했다고 밝혔다. 연구 결과는 의학학술지 '뉴잉글랜드저널오브메디신'(NEJM)에 실렸다.
2020년 10월 15일, WHO가 입원 환자 1만1천266명을 상대로 진행하고 있는 '연대 실험'에서 렘데시비르가 환자의 입원 기간을 줄이거나 사망률을 낮추지 못했다고 로이터통신이 보도했다. WHO는 2020년 3월부터 10월 초까지 30개국 500개 병원에서 입원 환자 1만1266명을 대상으로 렘데시비르와 하이드록시클로로퀸, 로피나비르, 인터페론 등 4가지 약물의 효과를 측정하는 임상시험을 실시했다.
Veklury®의 특허 출원에는 주성분인 remdesivir 100mg 이외에도 Ligand Pharmaceuticals (San Diego, USA)에서 생산한 Captisol®과 CycloLab Cyclodextrin R&D Laboratory Ltd. (Budapest, Hungary)에서 생산한 Dexolve®인 sulfobutylether-beta-cyclodextrin을 3g 또는 6g의 무게를 가용화제로 사용한다고 명시되어 있다.

### 기타 질환
렘데시비르의 활성체인 GS-441524는 고양이 코로나바이러스 감염을 치료할 수 있다는 것이 밝혀져 있다.

## 작용 기전
렘데시비르가 인체 내로 투약되면 활성상태인 GS-441524로 대사된다. GS-441524는 바이러스의 RNA 중합효소를 교란시키고 바이러스성 엑소뉴클레아제 (ExoN)goog 효소의 교정을 방해하는 아데노신 뉴클레오타이드 유사체로 바이러스의 RNA 복제를 방해한다. 이 과정이 RNA 사슬을 강제로 끊어버리는지, RNA 사슬 내부에 돌연변이를 일으키는지는 밝혀지지 않았다.

## 같이 보기
- 갈리데시비르
- MK-608
- NITD008